# Borki (Pisz)
Borki (deutsch Adlig Borken) ist ein Dorf in der polnischen Woiwodschaft Ermland-Masuren, das zur Gmina Pisz (Stadt- und Landgemeinde Johannisburg) im Powiat Piski (Kreis Johannisburg) gehört.

## Geographische Lage
Borki liegt in der südöstlichen Woiwodschaft Ermland-Masuren, sieben Kilometer südöstlich der Kreisstadt Pisz (deutsch Johannisburg).

## Geschichte
Bei dem 1565 gegründeten und vor 1785 Borcken, bis etwa 1903/07 Borken und danach Adlig Borken genannten Ort handelte es sich um eine spätere Domäne mit einer sehr großen Parkanlage. 
Im Jahr 1874 wurde der Gutsbezirk Borken in den neu errichteten Amtsbezirk Kallenzinnen (ab 1938 Amtsbezirk Dreifelde) eingegliedert, der zum Kreis Johannisburg im Regierungsbezirk Gumbinnen (ab 1905 Regierungsbezirk Allenstein) der preußischen Provinz Ostpreußen gehörte. 
Zwischen 1903 und 1907 wurde der Name des Gutsbezirks Borken in Adlig Borken geändert. Die Einwohnerzahl belief sich 1910 auf 137.
Aufgrund der Bestimmungen des Versailler Vertrags stimmte die Bevölkerung im Abstimmungsgebiet Allenstein, zu dem Borken gehörte, am 11. Juli 1920 über die weitere staatliche Zugehörigkeit zu Ostpreußen (und damit zu Deutschland) oder den Anschluss an Polen ab. In Borken stimmten 60 Einwohner für den Verbleib bei Ostpreußen, auf Polen entfielen keine Stimmen.
Am 30. September 1928 gab der Gutsbezirk Adlig Borken seine Eigenständigkeit auf und wurde in die Landgemeinde Kallenzinnen (1938–1945 Dreifelde, polnisch Kałęczyn) eingemeindet.
In Kriegsfolge kam 1945 das gesamte südliche Ostpreußen zu Polen. Davon war auch die inzwischen Dreifelde genannte Gemeinde mit der Ortschaft Adlig Borken betroffen. Der Ort erhielt die polnische Namensform Borki und ist heute Sitz eines Schulzenamtes (polnisch Sołectwo) und somit eine Ortschaft im Verbund der Stadt- und Landgemeinde Pisz (Johannisburg) im Powiat Piski (Kreis Johannisburg), bis 1998 der Woiwodschaft Suwałki, seitdem der Woiwodschaft Ermland-Masuren zugehörig.

## Religionen
Vor 1945 war Adlig Borken in die evangelische Kirche Johannisburg in der Kirchenprovinz Ostpreußen der Evangelischen Kirche der Altpreußischen Union sowie in die römisch-katholische Kirche in Johannisburg im Bistum Ermland eingepfarrt.
Der kirchliche Bezug zur Kreisstadt ist bis heute geblieben: Katholischerseits ist Borki jetzt in die Pfarrkirche Pisz im Bistum Ełk der Römisch-katholischen Kirche in Polen eingegliedert. Die evangelischen Einwohner gehören ebenfalls zu Pisz, deren Kirchengemeinde jetzt der Diözese Masuren der Evangelisch-Augsburgischen Kirche in Polen zugeordnet ist.

## Verkehr
Borki liegt östlich der polnischen Landesstraße 63 und ist von dort über eine Nebenstraße in Richtung Kałęczyn (Kallenzinnen, 1938–1945 Dreifelde) zu erreichen.
Bis 1945 war Kallenzinnen bzw. Dreifelde auch die nächste Bahnstation. Sie lag an der Bahnstrecke Johannisburg–Dlottowen/Fischborn–Kolno, die in Kriegsfolge nicht mehr befahren wird.